# Theater Aspik
Das Theater Aspik aus Hildesheim ist eine der wichtigsten freien Theatergruppen in Deutschland. Seit 1988 sind mehr als 30 vorwiegend selbst entwickelte Stücke entstanden. Das Theater Aspik hat sich vor allem mit internationalen Koproduktionen einen Namen gemacht und arbeitet oft in theaterfremden Räumen. Seit 1992 ist der Regisseur Uli Jäckle der künstlerische Kopf der Gruppe.
Zu den bekanntesten Aufführungen zählen unter anderem die Aufführung Woyzeck aus dem Jahre 1998, das in einer fünfzig Meter tiefen Industriehalle aufgeführt wurde. Mit dieser Aufführung gewann das Theater beim niedersächsischen Theaterfestival „ARENA“ 1999 den Publikumspreis. Darüber hinaus inszenierte Aspik 2000 auf der Expo das Stück Home&Away und 2004 Patrioten im Herz, das den Patriotismus kritisch beäugt.